# 最终幻想15：深渊魔兽
《最终幻想15：深渊魔兽》是一款由史克威尔艾尼克斯开发和发行的可下载虚拟现实（VR）模拟游戏，适用于PlayStation 4的专用VR外设PlayStation VR。该游戏于2017年11月21日发布，是围绕2016年发行的电子游戏《最终幻想15》所开发的多媒体项目的一部分。玩家在游戏中可以与《最终幻想15》中的主角团四人进行互动，并在各种地点进行钓鱼活动。
《最终幻想15》的VR游戏内容经历了相当长的时间的策划。《最终幻想15：深渊魔兽》是史克威尔艾尼克斯开发的首款VR电子游戏。该游戏在开发初期是一款在主游戏基础上附加的第一人称射击游戏，曾在2016年电子娱乐展上展示了一个围绕这一开发主题的演示版程序。然而，游戏后来被改为钓鱼模拟类题材，因为后者具有更高的游戏沉浸感。尽管游戏因其包含《最终幻想15》中出场的角色以及出色的画面效果而受到赞赏，但游戏玩法却常被批评过于简单，操控方面也存在一定的问题。

## 设定和玩法

玩家在虚拟现实中看到角色诺克提斯·路西斯·切拉姆向他们示意。

《最终幻想15：深渊魔兽》是一款虚拟现实模擬遊戲，游戏故事所发生的Eos大陆是一个类似地球的奇幻世界，也是2016年角色扮演游戏《最终幻想15》的背景设定世界。玩家扮演一位渔夫，恰巧在《最终幻想15》几位主角正在钓鱼的地方钓鱼。玩家角色与诺克提斯·路西斯·切拉姆及其三位同伴互动，共同在池塘中钓鱼，捕捉各种鱼类。一旦捕获三条鱼，便会与名为“怪物”的强大鱼类展开战斗，这条鱼可以攻击玩家并结束游戏。击败怪物后，游戏以玩家与诺克提斯及其朋友们一起享用鱼肉大餐而结束。
作为一种基于虚拟现实的游戏体验，玩家可以360度观察周围的环境。在游戏中，玩家可以通过一个DualShock 4控制器或一对PlayStation Move控制器来控制游戏。玩家用左手控制鱼群探测声纳，用右手控制钓鱼竿。游戏中还模拟了收回鱼线，以及在钓到鱼后拉回鱼线的相关控制。

## 开发

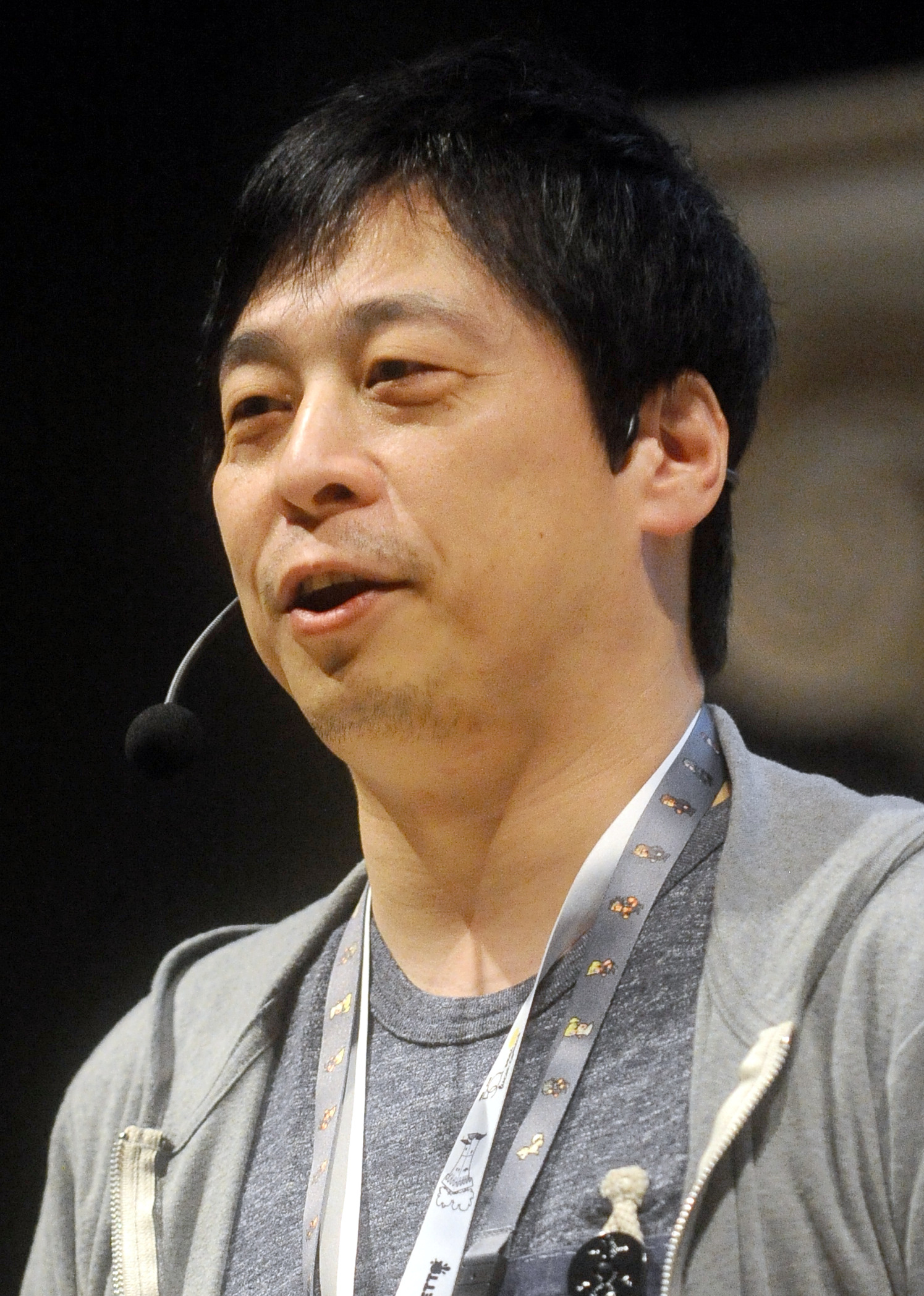
《最终幻想15》总监田畑端担任《最终幻想15：深渊魔兽》的制作人。

《深渊魔兽》是“《最终幻想15》宇宙”的一部分，这是一个围绕《最终幻想XV》展开的多媒体开发计划，包括额外的故事章节、一部电影和原创网络动画。《最终幻想15》的故事规模足以涵盖多个游戏，但团队不希望制作更多游戏，因此决定制作其他媒体。《最终幻想15》及其相关媒体也与“新的水晶故事 最终幻想”开发计划有主题上的联系，这是一个共享共同神话但拥有独立故事和设定的游戏及相关媒体合集。尽管出于市场营销目的与“新的水晶故事 最终幻想”品牌保持距离，但《最终幻想15》的世界仍使用其神话和设计元素。与其他多数在游戏发布前推出的“《最终幻想15》宇宙”内容不同，《深渊魔兽》计划在《最终幻想15》发布后的第二年发布，成为史克威尔艾尼克斯专门的发布后内容计划的一部分。
基于VR设备的游玩内容曾在《最终幻想15》中进行过静态测试，但由于需要佩戴VR头戴式显示器数小时，因此原始方案被废弃。《最终幻想15》的游戏总监田畑端在2016年6月的一次采访中表示，VR内容最初是由索尼互動娛樂为其开发中的PlayStation VR提出的。史克威尔艾尼克斯团队最初持犹豫态度，但在亲自体验了VR头戴设备后，同意了这次合作。《深渊魔兽》是史克威尔艾尼克斯首次开发基于VR的内容。这款VR游戏的最初的演示版本是一款以《最终幻想15》主角团成员之一普隆普特为主角的第一人称射击游戏。这个演示版本重新描述了2015年商业演示版《最终幻想15：杜斯卡篇》中的事件，最初被宣布为主游戏的可下载内容。但由于VR游戏的性质和与主游戏机制的冲突，《杜斯卡篇》的叙事和结构都需要重新制作。当时，游戏制作团队还曾考虑推出主角团其他成员为主角的类似游玩内容。 
《深渊魔兽》是史克威尔艾尼克斯首次开发基于虚拟现实的内容。根据总监泷泽雅史的说法，在VR原型初次亮相后，该项目进行了重新评估，结果认为基于射击的机制既不具备身临其境的感觉，也不具备足够的娱乐性，此外还需要更长的开发周期。然而如果是钓鱼模拟游戏，则可以在较短的工期内实现有趣和沉浸感这两个目标，因此VR游戏的内容被重新设计。根据游戏的首席设计师Wan Hazmer的说法，制作团队与《最终幻想15：王者之剑》中担任角色监督且拥有丰富钓鱼经验的岩泽和明一同前往横滨湾进行了一次钓鱼旅行，以便团队成员能够获得可以应用于游戏设计中的真实体验。

## 发布
这款游戏在2016年电子娱乐展会上首次发布。尽管最初的公告暗示《最终幻想15》整个游戏将在PlayStation VR上可玩，但后来澄清可玩的VR内容仅限于射击游戏。因此，其发布日期从最初计划与《最终幻想15》常规版本同一时间的2016年9月30日，变为“不太可能与游戏同时发布”，再到“9月30日之后的某个时间”，甚至错过了PlayStation VR在同年10月推出时的首发阵容。在《最终幻想15》的发行计划延迟到11月29日之后，本作虽然没有给出新的发布日期，但是最初还是计划作为主体游戏的免费追加下载内容来发布。在2017年电子娱乐展上，这款游戏以现有标题为名重新披露。此时这款游戏不再是原计划中《最终幻想15》的追加下载内容，而是一个独立的游戏项目，玩家不需要提前拥有《最终幻想15》就可以游玩。最终，这款游戏于2017年11月21日正式发行。

## 评价

### 发行前
谈到2016年最初的演示版，Polygon的格里芬·麦克尔罗伊（Griffin McElroy）尖锐地批评这个版本过于简单化，与PlayStation VR活动中展出的其他游戏相比显得不够有趣。Kotaku的帕特里克·克莱佩克（Patrick Klepek）对此表示赞同，称这一版游戏的简单性意味着VR方面的硬件特性几乎没有得到充分利用，这种体验变得更像是为了获胜而按下按钮。The Verge的安德鲁韦伯斯特（Andrew Webster）指出，这一版中的最终幻想元素给人感觉比较肤浅，更像是《死亡鬼屋》等街机射击游戏。VentureBeat的杰夫·格鲁布（Jeff Grubb）甚至称之为“来自专业工作室的最糟糕的VR游戏”，他还提到了这个游戏太像一个简单的街机射击游戏。
然而，一些评论家确实给予了积极的第一印象，比如IGN的梅根·沙利文（Meghan Sullivan），尽管承认游戏玩法简单，但还是给人留下了深刻的印象。提及对游戏印象深刻，是一种沉浸感和怀旧感，这是在没有虚拟现实的情况下无法体验到的，并得出结论：“……我开始幸福地流泪。这是我第一次体验虚拟现实，尽管我知道我并不是真的在一辆车里，在一个存在巨兽和人类可以魔法传送的世界中驶过一条路，但仅仅几分钟，感觉就像我真的在那里一样”。

### 发行后
最终零售版本《深渊魔兽》获得了评论家们“褒贬不一的评价”，评论聚合网站Metacritic给出了62分（满分100分）。虽然视觉效果受到了普遍的欢迎，但其他方面却受到了褒贬不一的回应。由于故障和不美观的元素，控制方式经常受到批评。
Destructoid的克里斯·卡特（Chris Carter）很喜欢《深渊魔兽》，但他也承认由于喜欢《最终幻想15》中的钓鱼小游戏，所以对《深渊魔兽》有偏见，并表示这款游戏知道自己的特定玩家群体。Game Revolution的杰森·福克纳（Jason Faulkner）表示由于《深渊魔兽》存在两种控制选项的问题在游玩时遇到了一些困难，同时还注意到了令人分心的图形故障，但他称这是一次不错的虚拟现实体验。英国的《PlayStation 官方杂志》称赞了《深渊魔兽》的视觉效果，但对游戏玩法和设定等其他大部分元素提出了批评意见。《Edge》杂志对《深渊魔兽》的评价相当负面，评论称其元素“都有些老套——我们肯定不会把它与《最终幻想》联系起来”。Hardcore Gaming的科里·韦尔斯（Cory Wells）对《深渊魔兽》提出了严厉批评，称这款游戏唯一的优点是视觉效果，但频繁出现的控制问题和糟糕的游戏设计使得游戏质量下降。 

## 脚注
1. ↑  译名参考自PlayStation Store中国大陆网站[1]。